# سرمایه‌گذار
سرمایه‌گذار (به انگلیسی: investor) به شخصی گفته می‌شود، که دارایی خود را با هدف بازگشت اقتصادی سرمایه‌گذاری می‌کند. سرمایه‌گذاران اغلب در حوزه‌هایی مانند: سهام سرمایه، اوراق قرضه، اوراق بهادار، املاک و مستغلات، ارز و کالاهای اقتصادی، سرمایه‌گذاری می‌کنند.
گروهی از سرمایه‌گذاران در بازارهای اولیه و گروهی نیز در بازارهای ثانویه یا اختیار معامله فعالیت می‌کنند، در این فرایند، گروهی نیز به فروش و گروهی نیز به خریداری برگه‌های سهام مبادرت می‌کنند، که در مجموع تمامی آنها سرمایه‌گذار بشمار می‌آیند. به سرمایه‌گذاری که مالکیت سهامی را در اختیار دارد، سهام‌دار گفته می‌شود.
سرمایه‌گذاری به معنی گذاشتن پول در چیزی با انتظار سود از آن است. به‌طور دقیق‌تر سرمایه‌گذاری تعهد پول یا سرمایه برای خرید مالی وسایل یا دارائی‌های دیگر، به منظور منفعت برگشت‌های سودمند و مفید در قالب بهره، سود سهام یا قدردانی از ارزش وسایل است، که وابسته به پس‌انداز یا کاهش مصرف می‌باشد. سرمایه‌گذاری در بسیاری از حوزه‌های اقتصادی همچون مدیریت کسب‌وکار، امور مالی یا دارایی اعم از خانواده‌ها، بنگاه‌ها یا دولت‌ها مورد بحث قرار می‌گیرد.

## انواع سرمایه‌گذار

### انجل‌ها
انجل‌ها (Angels)، افراد یا اجتماعی از افراد با یک هدف هستند که با ثروت شخصی خودشان، در یک کسب و کار سرمایه‌گذاری می‌کنند. انجل‌ها معمولاً مبالغ کمتری نسبت به سرمایه‌گذاران خطرپذیر (VCs) سرمایه‌گذاری می‌کنند. اگر شما به دنبال جذب سرمایهٔ یک میلیون دلاری یا کمتر (یا به تعبیری سه میلیون دلاری یا کمتر) هستید، angel می‌تواند گزینهٔ مناسب‌تری برای شما باشد.

### سرمایه‌گذاران خطرپذیر
Venture Capitalists سرمایه‌گذاران نهادی هستند. آن‌ها پول دیگران را مدیریت کرده و آن را در کسب و کارهای گوناگون، سرمایه‌گذاری می‌کنند. VCها، عهده‌دار مسئولیت مشتریانی هستند که پولشان را برای مدیریت در اختیار آنان قرار دادند. آن‌ها به خاطر این‌که با سرمایه‌گذاران زیادی در ارتباط اند و حجم پول بالایی را در اختیار دارند، سرمایه‌گذاران بزرگ‌تری نسبت به انجل‌ها به‌شمار می‌روند و رقم سرمایه‌گذاریشان نیز بیشتر از آن‌هاست. اگر شما به دنبال جذب سرمایه‌ای به بزرگی سه میلیون دلار یا بیشتر هستید، تهیهٔ آن از یک گروه متشکل از انجل‌ها به مراتب دشوارتر از تهیهٔ آن از یک VC است.